# Giro d’Italia 2023/12. Etappe
Die 12. Etappe des Giro d’Italia 2023 fand am 18. Mai 2023 statt und führte die 106. Austragung des italienischen Etappenrennens in die Alpen. Die 179 Kilometer lange Strecke zwischen Bra und Rivoli beinhaltete jedoch nur einen kleineren Pass. Nach der Etappe hatten die Fahrer insgesamt 1996,6 Kilometer zurückgelegt, was 57,4 % der Gesamtdistanz entsprach. Die Organisatoren der Rundfahrt bewerteten die Schwierigkeit der Etappe mit drei von fünf Sternen.

## Streckenverlauf
Der neutralisierte Start erfolgte in Bra auf der Piazza XX Settembre. Im Anschluss führte die Strecke durch das Zentrum der Stadt, ehe das Rennen nach 7,9 Kilometern auf der SP 7 kurz nach Pollenzo freigegeben wurde.
Nach dem offiziellen Start führte die Strecke in Richtung Süden nach Cherasco, ehe ein kurzer nicht-kategorisierter Anstieg nach La Morra folgte. Nach einer kurzen Abfahrt begann die Straße in Barolo erneut zu steigen und führte über Monforte d’Alba und Roddino nach Pedaggera (732 m), wo bei Kilometer 36 eine Bergwertung der 3. Kategorie abgenommen wurde. Nun drehte die Fahrtrichtung gen Norden und es folgte eine lange Abfahrt, die über Montelupo Albese und Diano d’Alba nach Alba führte. Kurzzeitig stieg die Straße nun wieder leicht an, ehe bei Baldissero d’Alba ein langes Flachstück erreicht wurde. Auf diesem gelangten die Fahrer nach Ceresole Alba, wo der erste Zwischensprint nach 79,8 Kilometern ausgefahren wurde. Über Carmagnola, Carignano und Orbassano ging es nun nach Rivoli, wo 53,3 Kilometer vor dem Ziel die erste Zieldurchfahrt erfolgte.
Im Anschluss wurde eine kleine Schleife befahren, auf der der zweite Zwischensprint und eine Bergwertung der 2. Kategorie ausgefahren wurden. Der Zwischensprint befand sich in Buttigliera Alta, 44,6 Kilometer vor dem Ziel. Kurz darauf begann zwischen den Seen von Avigliana die Auffahrt auf den Colle Braida. Der 1007 Meter hohe Pass teilte sich in zwei Teile auf, die durch eine einen Kilometer lange Zwischenabfahrt getrennt waren. Die ersten rund vier Kilometer wiesen eine durchschnittliche Steigung von etwa 6 % auf, ehe die oberen fünf Kilometer mit über 8 % im Schnitt deutlich anspruchsvoller waren. Insgesamt lag die Durchschnittsteigung des 10,7 Kilometer langen Colle Braida bei 6 %, wobei maximale Steigungsprozente von bis zu 12 % erreicht wurden. Nachdem die Kuppe 27,9 Kilometer vor dem Ziel passiert worden war, folgte eine schnelle Abfahrt, die nach Giaveno führte. Die letzten 20 Kilometer wurden auf flachen Straßen über Trana und Villarbasse zurückgelegt. Das Ziel befand sich auf der Corso Francia auf der Höhe der Scuola San Giuseppe.
|                            | Ort              | Kilometer | Länge (km) | Höhe (m) | Ø Steigung | max. Steigung |
| -------------------------- | ---------------- | --------- | ---------- | -------- | ---------- | ------------- |
| neutralisierter Start      | Bra              | −7,9      |            |          |            |               |
| offizieller Start          | Pollenzo         | 0         |            |          |            |               |
| Bergwertung (3. Kategorie) | Pedaggera        | 36        | 13,2       | 732      | 2,7 %      | unbekannt     |
| Zwischensprint             | Ceresole Alba    | 79,8      |            |          |            |               |
| Zieldurchfahrt             | Rivoli           | 125,7     |            |          |            |               |
| Zwischensprint             | Buttigliera Alta | 134,4     |            |          |            |               |
| Bergwertung (2. Kategorie) | Colle Braida     | 151,1     | 10,7       | 1007     | 6 %        | 12 %          |
| Ziel                       | Rivoli           | 179       |            |          |            |               |

## Rennverlauf
Nach seinem Sturz am Vortag ging Alessandro Covi (UAE Team Emirates) nicht an den Start der 12. Etappe. Nach einer nervösen Startphase setzte sich eine Ausreißergruppe ab in der mit Patrick Konrad, Nico Denz (beide Bora-hansgrohe), Ilan Van Wilder (Soudal Quick-Step), Jonathan Lastra (Cofidis), Sepp Kuss, Michel Heßmann (beide Jumbo-Visma), Alessandro Tonelli (Green Project-Bardiani CSF-Faizanè), Einer Rubio (Movistar Team), Toms Skujiņš, Bauke Mollema, Amanuel Ghebreigzabhier, Mads Pedersen (alle vier von Trek-Segafredo), Marco Frigo, Sebastian Berwick, Stephen Williams (alle drei von Israel-Premier Tech), Laurens Huys (Intermarché-Circus-Wanty), Davide Formolo (UAE Team Emirates), Valentin Paret-Peintre, Alex Baudin (beide AG2R Citroën Team), Christian Scaroni, Wadim Pronski, Samuele Battistella (alle drei von Astana Qazaqstan Team), Andrea Pasqualon, Jasha Sütterlin (beide Bahrain Victorious), Alberto Bettiol (EF Education-EasyPost), Michael Matthews (Team Jayco AlUla) und Veljko Stojnić (Team Corratec-Selle Italia) 27 Fahrer vertreten waren. Unterdessen fielen Mikaël Chérel (AG2R Citroën) und Kaden Groves (Alpecin-Deceuninck) aus dem Peloton zurück und gaben das Rennen kurze Zeit später auf.
Nachdem sich die Spitzengruppe etabliert hatte griffen Stefano Oldani (Alpecin-Deceuninck), Davide Gabburo (Green Project-Bardiani CSF-Faizanè) und Jonathan Milan (Bahrain Victorious), der Führende der Punktewertung im Hauptfeld an. Kurz darauf lösten sich mit Lorenzo Fortunato (Eolo-Kometa Cycling Team) und Luca Covili (Green Project-Bardiani CSF-Faizanè) zwei weitere Fahrer, die wenig später zu den Verfolgern aufschlossen. Die Gruppe schloss nach der ersten Bergwertung nach rund 50 Kilometern zur Spitzengruppe auf, wobei Jonathan Milan den Sprung in die Gruppe als Einziger nicht schaffte und ins Peloton zurückfiel. Die Bergwertung in Pedaggera sicherte sich Nico Denz vor Amanuel Ghebreigzabhier und Wadim Pronski. Beim ersten Zwischensprint in Ceresole d’Alba setzte sich Mads Pedersen vor Michael Matthews durch, wodurch der Däne in der Punktwertung nur noch 24 Punkte hinter Jonathan Milan zurücklag.
Rund 100 Kilometer vor dem Ziel teilte sich die Spitzengruppe erneut und mit Alessandro Tonelli, Toms Skujiņš, Nico Denz, Sebastian Berwick und Samuele Battistella setzten sich fünf Fahrer ab. Kurz darauf musste Samuele Battistella die Spitzengruppe ziehen lassen, die innerhalb von wenigen Kilometern einen Vorsprung von zwei Minuten herausfuhr. Im Peloton kam es unterdessen zu einem Sturz in den auch Jack Haig (Bahrain Victorious) involviert war, der das Rennen jedoch fortsetzen konnte. Nachdem Toms Skujiņš sich die meisten Zeitbonifikationen beim zweiten Zwischensprint gesichert hatte, begann die Auffahrt des Colle Braida, dessen höchster Punkt rund 30 Kilometer vor dem Ziel erreicht wurde. Im Anstieg bildete sich ein Spitzen-Trio in dem Toms Skujiņš, Nico Denz und Sebastian Berwick vertreten waren. Toms Skujiņš führte über die Kuppe, ehe Nico Denz in einer kurzen Gegensteigung rund 12 Kilometer vor dem Ziel angriff. Der Deutsche konnte sich zwar kurzzeitig absetzen, wurde jedoch nach wenigen Kilometern von seinen Begleitern eingeholt. Das Trio erreichte die Zielgerade gemeinsam, auf der Nico Denz den Sprint eröffnete und sich souverän vor Toms Skujiņš und Sebastian Berwick durchsetzte. Für den Deutschen war es der erste Etappensieg bei einer Grand Tours. Mit einem Rückstand von acht Minuten und 19 Sekunden erreichten die Gesamtklassement-Fahrer das Ziel im Hauptfeld.
In der Gesamtwertung kam es zu keinen nennenswerten Veränderungen. Auch in den Sonderwertungen behielten João Almeida (UAE Team Emirates), Jonathan Milan und Davide Bais (Eolo-Kometa) das Weiße, Violette bzw. Blaue Trikot. In der Mannschaftswertung übernahm die Mannschaft Jumbo-Visma die Führung, da sie mit Sepp Kuss und Michel Heßmann zwei Fahrer in der Ausreißergruppe positioniert hatten. Neben Mikaël Chérel und Kaden Groves gab auch Harm Vanhoucke (Team DSM) das Rennen auf, womit noch 136 Fahrer in der Rundfahrt verblieben.

## Ergebnis
| \| Etappenergebnis \| Etappenergebnis \| Etappenergebnis \| Etappenergebnis \| Etappenergebnis \| \| Fahrer \| Fahrer \| Land \| Team \| Zeit \| \| --------------- \| ------------------ \| --------------- \| ---------------------------------- \| --------------- \| \| 1. \| Nico Denz \| Deutschland \| Bora-Hansgrohe \| 4 h 18 min 11 s \| \| 2. \| Toms Skujiņš \| Lettland \| Trek-Segafredo \| + 0 s \| \| 3. \| Sebastian Berwick \| Australien \| Israel-Premier Tech \| + 3 s \| \| 4. \| Alessandro Tonelli \| Italien \| Green Project-Bardiani CSF-Faizanè \| + 58 s \| \| 5. \| Marco Frigo \| Italien \| Israel-Premier Tech \| + 2 min 07 s \| \| 6. \| Ilan Van Wilder \| Belgien \| Soudal Quick-Step \| + 2 min 20 s \| \| 7. \| Alberto Bettiol \| Italien \| EF Education-EasyPost \| + 2 min 20 s \| \| 8. \| Christian Scaroni \| Italien \| Astana Qazaqstan Team \| + 2 min 20 s \| \| 9. \| Michel Heßmann \| Deutschland \| Jumbo-Visma \| + 2 min 20 s \| \| 10. \| Alex Baudin \| Frankreich \| AG2R Citroën Team \| + 2 min 20 s \| |                    |             |                                    |                 |
| |                    |             |                                    |                 |
| Quelle: ProCyclingStats |                    |             |                                    |                 |
| Etappenergebnis |                    |             |                                    |                 |
| Fahrer | Fahrer             | Land        | Team                               | Zeit            |
| 1. | Nico Denz          | Deutschland | Bora-Hansgrohe                     | 4 h 18 min 11 s |
| 2. | Toms Skujiņš       | Lettland    | Trek-Segafredo                     | + 0 s           |
| 3. | Sebastian Berwick  | Australien  | Israel-Premier Tech                | + 3 s           |
| 4. | Alessandro Tonelli | Italien     | Green Project-Bardiani CSF-Faizanè | + 58 s          |
| 5. | Marco Frigo        | Italien     | Israel-Premier Tech                | + 2 min 07 s    |
| 6. | Ilan Van Wilder    | Belgien     | Soudal Quick-Step                  | + 2 min 20 s    |
| 7. | Alberto Bettiol    | Italien     | EF Education-EasyPost              | + 2 min 20 s    |
| 8. | Christian Scaroni  | Italien     | Astana Qazaqstan Team              | + 2 min 20 s    |
| 9. | Michel Heßmann     | Deutschland | Jumbo-Visma                        | + 2 min 20 s    |
| 10. | Alex Baudin        | Frankreich  | AG2R Citroën Team                  | + 2 min 20 s    |

## Gesamtstände
| \| Gesamtwertung \| Gesamtwertung \| Gesamtwertung \| Gesamtwertung \| Gesamtwertung \| \| Fahrer \| Fahrer \| Land \| Team \| Zeit \| \| ------------- \| ---------------------- \| ---------------------- \| ------------------ \| ---------------- \| \| 1. \| Geraint Thomas \| Vereinigtes Königreich \| Ineos Grenadiers \| 49 h 02 min 05 s \| \| 2. \| Primož Roglič \| Slowenien \| Jumbo-Visma \| + 2 s \| \| 3. \| João Almeida \| Portugal \| UAE Team Emirates \| + 22 s \| \| 4. \| Andreas Leknessund \| Norwegen \| Team DSM \| + 35 s \| \| 5. \| Damiano Caruso \| Italien \| Bahrain Victorious \| + 1 min 28 s \| \| 6. \| Lennard Kämna \| Deutschland \| Bora-Hansgrohe \| + 1 min 52 s \| \| 7. \| Eddie Dunbar \| Irland \| Team Jayco AlUla \| + 2 min 32 s \| \| 8. \| Thymen Arensman \| Niederlande \| Ineos Grenadiers \| + 2 min 32 s \| \| 9. \| Laurens De Plus \| Belgien \| Ineos Grenadiers \| + 2 min 36 s \| \| 10. \| Aurélien Paret-Peintre \| Frankreich \| AG2R Citroën Team \| + 2 min 48 s \| |                        |                        |                    |                  |
| |                        |                        |                    |                  |
| Quelle: ProCyclingStats |                        |                        |                    |                  |
| Gesamtwertung |                        |                        |                    |                  |
| Fahrer | Fahrer                 | Land                   | Team               | Zeit             |
| 1. | Geraint Thomas         | Vereinigtes Königreich | Ineos Grenadiers   | 49 h 02 min 05 s |
| 2. | Primož Roglič          | Slowenien              | Jumbo-Visma        | + 2 s            |
| 3. | João Almeida           | Portugal               | UAE Team Emirates  | + 22 s           |
| 4. | Andreas Leknessund     | Norwegen               | Team DSM           | + 35 s           |
| 5. | Damiano Caruso         | Italien                | Bahrain Victorious | + 1 min 28 s     |
| 6. | Lennard Kämna          | Deutschland            | Bora-Hansgrohe     | + 1 min 52 s     |
| 7. | Eddie Dunbar           | Irland                 | Team Jayco AlUla   | + 2 min 32 s     |
| 8. | Thymen Arensman        | Niederlande            | Ineos Grenadiers   | + 2 min 32 s     |
| 9. | Laurens De Plus        | Belgien                | Ineos Grenadiers   | + 2 min 36 s     |
| 10. | Aurélien Paret-Peintre | Frankreich             | AG2R Citroën Team  | + 2 min 48 s     |

| Punktewertung | Punktewertung       | Punktewertung          | Punktewertung         | Punktewertung |
| Fahrer        | Fahrer              | Land                   | Team                  | Punkte        |
| ------------- | ------------------- | ---------------------- | --------------------- | ------------- |
| 1.            | Jonathan Milan      | Italien                | Bahrain Victorious    | 164 P.        |
| 2.            | Mads Pedersen       | Dänemark               | Trek-Segafredo        | 140 P.        |
| 3.            | Pascal Ackermann    | Deutschland            | UAE Team Emirates     | 88 P.         |
| 4.            | Michael Matthews    | Australien             | Team Jayco AlUla      | 68 P.         |
| 5.            | Derek Gee           | Kanada                 | Israel-Premier Tech   | 64 P.         |
| 6.            | Magnus Cort Nielsen | Dänemark               | EF Education-EasyPost | 56 P.         |
| 7.            | Toms Skujiņš        | Lettland               | Trek-Segafredo        | 51 P.         |
| 8.            | Mark Cavendish      | Vereinigtes Königreich | Astana Qazaqstan Team | 51 P.         |
| 9.            | Vincenzo Albanese   | Italien                | Eolo-Kometa           | 44 P.         |
| 10.           | Davide Bais         | Italien                | Eolo-Kometa           | 39 P.         |

| Bergwertung | Bergwertung             | Bergwertung | Bergwertung                | Bergwertung |
| Fahrer      | Fahrer                  | Land        | Team                       | Punkte      |
| ----------- | ----------------------- | ----------- | -------------------------- | ----------- |
| 1.          | Davide Bais             | Italien     | Eolo-Kometa                | 104 P.      |
| 2.          | Thibaut Pinot           | Frankreich  | Groupama-FDJ               | 50 P.       |
| 3.          | Karel Vacek             | Tschechien  | Team Corratec-Selle Italia | 36 P.       |
| 4.          | Toms Skujiņš            | Lettland    | Trek-Segafredo             | 30 P.       |
| 5.          | Amanuel Ghebreigzabhier | Eritrea     | Trek-Segafredo             | 30 P.       |
| 6.          | Ben Healy               | Irland      | EF Education-EasyPost      | 24 P.       |
| 7.          | Aurélien Paret-Peintre  | Frankreich  | AG2R Citroën Team          | 22 P.       |
| 8.          | Alessandro De Marchi    | Italien     | Team Jayco AlUla           | 22 P.       |
| 9.          | Veljko Stojnić          | Serbien     | Team Corratec-Selle Italia | 21 P.       |
| 10.         | Francesco Gavazzi       | Italien     | Eolo-Kometa                | 18 P.       |

| Nachwuchswertung | Nachwuchswertung   | Nachwuchswertung | Nachwuchswertung         | Nachwuchswertung |
| Fahrer           | Fahrer             | Land             | Team                     | Zeit             |
| ---------------- | ------------------ | ---------------- | ------------------------ | ---------------- |
| 1.               | João Almeida       | Portugal         | UAE Team Emirates        | 49 h 02 min 27 s |
| 2.               | Andreas Leknessund | Norwegen         | Team DSM                 | + 13 s           |
| 3.               | Thymen Arensman    | Niederlande      | Ineos Grenadiers         | + 2 min 10 s     |
| 4.               | Santiago Buitrago  | Kolumbien        | Bahrain Victorious       | + 4 min 18 s     |
| 5.               | Ilan Van Wilder    | Belgien          | Soudal Quick-Step        | + 5 min 46 s     |
| 6.               | Einer Rubio        | Kolumbien        | Movistar Team            | + 10 min 49 s    |
| 7.               | Michel Heßmann     | Deutschland      | Jumbo-Visma              | + 11 min 51 s    |
| 8.               | Alexander Cepeda   | Ecuador          | EF Education-EasyPost    | + 13 min 23 s    |
| 9.               | Marco Frigo        | Italien          | Israel-Premier Tech      | + 19 min 17 s    |
| 10.              | Laurens Huys       | Belgien          | Intermarché-Circus-Wanty | + 20 min 17 s    |

| Mannschaftswertung | Mannschaftswertung    | Mannschaftswertung           | Mannschaftswertung |
| Team               | Team                  | Land                         | Zeit               |
| ------------------ | --------------------- | ---------------------------- | ------------------ |
| 1.                 | Jumbo-Visma           | Niederlande                  | 147 h 02 min 35 s  |
| 2.                 | Ineos Grenadiers      | Vereinigtes Königreich       | + 3 min 49 s       |
| 3.                 | EF Education-EasyPost | Vereinigte Staaten           | + 4 min 07 s       |
| 4.                 | Bahrain Victorious    | Bahrain                      | + 5 min 35 s       |
| 5.                 | UAE Team Emirates     | Vereinigte Arabische Emirate | + 8 min 35 s       |

## Ausgeschiedene Fahrer
- Alessandro Covi (UAE Team Emirates): wegen Sturzfolgen, die er sich bei der 11. Etappe zuzog, nicht gestartet
- Harm Vanhoucke (Team DSM): während der Etappe aufgegeben
- Mikaël Chérel (AG2R Citroën Team): wegen einer Erkrankung während der Etappe aufgegeben
- Kaden Groves (Alpecin-Deceuninck): wegen Magen-Darm-Probleme während der Etappe aufgegeben[4]